# The Rose That Grew From Concrete Vol. 1
The Rose that Grew from Concrete vol. 1 (dosłownie "Róża, która wyrosła na betonie") – wydana 17 października 2000 płyta zawierająca wiersze 2Paca w wykonaniu innych artystów. Utwory powstały na przełomie lat osiemdziesiątych i dziewięćdziesiątych, w czasie gdy Shakur był zaangażowany w kółko pisarskie. Te 24 wiersze niosą olbrzymi ładunek emocjonalny, odsłaniając drugą stronę 2Paca, jaką znało niewielu. Proste i niesłychanie mocno oddziałujące na czytelnika kompozycje pozwalają na pełniejsze i głębsze poznanie artysty. 

## Lista utworów
| #  | Tytuł                              | Wykonawca                        | Czas |
| -- | ---------------------------------- | -------------------------------- | ---- |
| 1  | "Tupac Interlude"                  | 2Pac                             | 0:57 |
| 2  | "Wake me when I`m free"            | Babatunde Olatunji               | 5:51 |
| 3  | "Can U C the Pride in the Panther" | Mos Def                          | 2:56 |
| 4  | "When Ure Heart Turns Cold"        | Sonia Sanchez                    | 3:03 |
| 5  | "U R Ripping Us Apart"             | Dead Prez                        | 3:12 |
| 6  | "Tears of a Teenage Mother"        | Jasmine Guy                      | 0:36 |
| 7  | "God"                              | Reverend Run                     | 0:47 |
| 8  | "And Still I Love You"             | Red Rat                          | 3:02 |
| 9  | "Can U C the Pride in the Panther" | Mos Def                          | 4:54 |
| 10 | "If There Be Pain"                 | Providence & Ras Daveed El Harar | 4:31 |
| 11 | "River That Flows Forever"         | Danny Glover                     | 2:20 |
| 12 | "Rose That Grew from Concrete"     | Nikki Giovanni                   | 2:35 |
| 13 | "In The Event Of My Demise"        | The Outlawz                      | 4:40 |
| 14 | "What of a Love Unspoken"          | Tre                              | 3:15 |
| 15 | "Sometimes I Cry"                  | Dan Rockett                      | 3:10 |
| 16 | "Fear in the Heart of Man"         | Q-Tip                            | 4:15 |
| 17 | "Starry Night"                     | Quincy Jones & MacMull           | 4:33 |
| 18 | "What of Fame"                     | Russel Simmons                   | 0:20 |
| 19 | "Only 4 the Righteous"             | Rha Goddess                      | 2:29 |
| 20 | "Why Must You Be Unfaithful"       | Sarah Jones                      | 1:11 |
| 21 | "Wife 4 Life"                      | 4th Avenue Jones & KCi           | 4:05 |
| 22 | "Lady Liberty Needs Glasses"       | Malcolm Jamal Warner             | 2:23 |
| 23 | "Family Tree"                      | Lamar Antwon Robinson & IMPACT   | 3:20 |
| 24 | "Thug Blues"                       | Lamar Antwon Robinson & IMPACT   | 4:46 |
| 25 | "Sun and the Moon"                 | Chief Okena Littlehawk           | 1:56 |